# Lisice (film)
Lisice (oryg. Foxes) – amerykański dramat młodzieżowy z 1980 w reżyserii Adriana Lyne'a. Autorem scenariusza jest Gerald Ayres. W filmie występują m.in. Jodie Foster, Scott Baio, Sally Kellerman, Randy Quaid i Cherie Currie (dla której był to debiut filmowy). Oryginalna muzyka została napisana przez Giorgio Morodera, wykorzystano także piosenki popularnych artystów (również współtworzonych przez kompozytora), takich jak Donna Summer i Cher. Film opowiada o grupie dorastających nastolatek, żyjących na przedmieściach Los Angeles podczas kończącej się ery disco.

## Soundtrack
Soundtrack do filmu został wydany w tym samym dniu, w którym odbyła się premiera filmu (29 lutego 1980).
1. Donna Summer – On The Radio (7:34)
2. Janis Ian – Fly Too High (5:00)
3. Brooklyn Dreams – Shake It (5:40)
4. Cher – Bad Love (5:29)
5. Giorgio Moroder – Valley Of The Dolls (instrumentalny) (10:25)
6. Angel – 20th Century Foxes (5:24)
7. Keith Forsey – Greedy Man (4:47)
8. Angel – Virginia (3:57)
9. Giorgio Moroder – On The Radio (instrumentalny) (4:27)
10. Giorgio Moroder – Hollywood Dreams (4:38)
11. Giorgio Moroder – Fly Too High (instrumentalny) (4:15)
12. Giorgio Moroder – Valley Of The Dolls (wolny instrumentalny) (4:00)